# Pattonomys semivillosus
Pattonomys semivillosus es una especie de roedor de la familia Echimyidae. Su dieta incluye frutas y semillas 

## Distribución geográfica
Se encuentra en el norte de Colombia y Venezuela. Se encuentra en gallery forest y Bosques tropicales y subtropicales de hoja ancha.